# 1976年10月23日日食
1976年10月23日日食是一次日全食，發生於1976年10月23日。新月當天（即朔日），地球上觀測到月球和太阳的角距離極小，此時月球如果恰好在月球交點附近，穿過太阳和地球之間，與地球、太阳接近一直線，則會出現日食。月球本影接觸地表而使該區域完全得不到陽光，就會形成日全食，同時在本影兩側數千公里的半影範圍內遮擋部分陽光，形成日偏食。此次日全食經過了坦桑尼亚、塞舌尔、澳大利亚，日偏食則覆蓋了非洲東南部至澳大拉西亞、印度洋大部分及其沿岸部分地區。

## 日食概況

### 出現區域
坦桑尼亚西北部基戈馬區與欣延加區交界處在日出時最先看到日全食，隨後月球本影向東偏南移動，進入印度洋，覆蓋了塞舌尔的部分島嶼後經過很長的洋面，在西澳大利亚州以西約2000公里、科科斯（基林）群島以南約2000公里處達到最大食分。此後本影向大澳洲灣移動，並逐漸轉為向東，擦過澳大利亚大陸東南部，進入塔斯曼海，在日落時分結束於新西兰三王群島西北約110公里的海面。
本影經過的陸地依次包括：
- 坦桑尼亚：基戈馬區東部、欣延加區南部、塔波拉區北部、辛吉達區北部、曼亞拉區南半部、多多馬區北半部、莫罗戈罗区北部、坦噶區中南部、濱海區北部、达累斯萨拉姆区最北端、南奔巴區南半部，及桑給巴爾全境；
- 塞舌尔：聖皮埃爾島、普羅維登斯環礁、法夸爾環礁；
- ：南澳大利亚州東南角、維多利亞州南半部、新南威爾斯州東南角，其中包括維多利亞州首府、原澳大利亚首都墨尔本。[3][4]

除了狹窄的全食帶內能看見日全食之外，月球半影覆蓋範圍內都能看到日偏食，包括埃及東南部、苏丹除西北部外的大部（含今南蘇丹）、中部非洲東南半部、南部非洲除西南非洲（今纳米比亚）西北部外的絕大部分、东非、阿拉伯半岛南半部、印度南部、斯里蘭卡、马尔代夫、印尼南部（含今东帝汶）、澳大利亚、美拉尼西亚南半部、新西兰及南极洲靠近澳大利亚的約四分之一。

### 基本參數
- 類型：日全食
- 食甚中心處（位於西澳大利亚州以西約2000公里的印度洋）資料：
  - 時間：1976年10月23日5:12:58.0
  - 地點：29°59.5′S 92°16.5′E / 29.9917°S 92.2750°E
  - 食分：1.0572（全食帶內最大）
  - 日全食持續時間：4分46.4秒

## 相關的日食

### 1975-1978年的日食
月球交替位於相對的月球交點時，以半個交點年（食年），即約177天又4小時間隔出現下列日食。
| 降交點   | 降交點                   |          | 升交點                   | 升交點 |
| 沙羅周期 | 地圖                     | 沙羅周期 | 地圖                     |        |
| 118      | 1975年5月11日 偏食（北） | 123      | 1975年11月3日 偏食（南） |        |
| 128      | 1976年4月29日 環食       | 133      | 1976年10月23日 全食      |        |
| 138      | 1977年4月18日 環食       | 143      | 1977年10月12日 全食      |        |
| 148      | 1978年4月7日 偏食（南）  | 153      | 1978年10月2日 偏食（北） |        |

### 沙羅周期
沙羅週期長度為18年11天。本次日食屬於沙羅週期133，共包含72次日食，依次為1219年7月13日至1417年11月8日的12次日偏食、1435年11月20日至1526年1月13日的6次日環食、1544年1月24日的1次全環食（亦稱混合食）、1562年2月3日至2373年6月21日的46次日全食、2391年7月3日至2499年9月5日的7次日偏食，總共歷時1280.14年。其中最長的全食發生於1850年8月7日，共持續了6分50秒。
下表列舉了1901年至2100年間發生的屬於該周期的日食，是第39至49次：
| 39             | 40             | 41            |
| -------------- | -------------- | ------------- |
| 1904年9月9日   | 1922年9月21日  | 1940年10月1日 |
| 42             | 43             | 44            |
| 1958年10月12日 | 1976年10月23日 | 1994年11月3日 |
| 45             | 46             | 47            |
| 2012年11月13日 | 2030年11月25日 | 2048年12月5日 |
| 48             | 49             |               |
| 2066年12月17日 | 2084年12月27日 |               |

## 資料來源
1. ↑  樊忠玉. . 中国天文科普网.   [2016-03-15]. （原始内容存档于2014-09-17）.
2. 1 2  Fred Espenak. . NASA Eclipse Web Site.   [2016-03-15]. （原始内容存档于2020-10-20）.（英文）
3. ↑  Fred Espenak. . NASA Eclipse Web Site.   [2016-03-15]. （原始内容存档于2020-10-20）.（英文）
4. ↑  Xavier M. Jubier. .   [2016-03-15]. （原始内容存档于2019-11-19）.（法文）（英文）
5. ↑  Fred Espenak. . NASA Eclipse Web Site.   [2016-03-15]. （原始内容存档于2008-08-29）.（英文）
6. ↑  Fred Espenak. . NASA Eclipse Web Site.（英文）

## 外部連結
- NASA日食專頁（页面存档备份，存于）（英文）
- 可見區域圖和時間統計：由弗雷德·埃斯佩纳克做出的日食預報，NASA/GSFC
  - Google互動地圖呈現的日食範圍
  - 貝塞爾元素
- Google地圖顯示的日全食和日偏食範圍（页面存档备份，存于）（法文）（英文）

| \| \| 日食 \|                             |                               |                                           |
| 上一次日食： 1976年4月29日日食 （日環食） | 1976年10月23日日食 （日全食） | 下一次日食： 1977年4月18日日食 （日環食） |
| 上一次日全食： 1974年6月20日日食          | 1976年10月23日日食 （日全食） | 下一次日全食： 1977年10月12日日食         |
|                                           | 日食                          |                                           |